# Роберт Майлз
Роберт Майлз (англ. Robert Miles, при рождении Роберто Кончина, итал. Roberto Concina; 3 ноября 1969, Флёрье — 9 мая 2017, Ивиса, Испания) — итальянский диджей и композитор, работавший в различных жанрах электронной музыки, один из наиболее известных авторов стиля «дрим-хаус». Всемирную известность Роберту Майлзу принесла композиция Children из его дебютного альбома Dreamland (1996).

## Ранние годы
Родился 3 ноября 1969 года в общине Флёрье кантона Невшатель в Швейцарии в семье военного. Его родители были итальянцами. Рос в итальянском городе Фаганья, в который переехала семья в то время, когда Роберто было десять лет. С детских лет занимался игрой на фортепиано и в 13 лет стал экспериментировать как диджей. Рос в основном на американском соуле 1970-х. В возрасте 17 лет он начинает работать диджеем в местном клубе и запускает пиратскую радиостанцию.

## Карьера
В течение следующих нескольких лет в конце 1980-х регулярно играл хардкор-транс сеты в клубах региона Венето под именем Роберто Милани. В это время он становится одним из самых успешных вещателей в регионе за счёт своего выступления на Radio Supernetwork. Впоследствии Роберто оборудовал собственную студию (включающую семплер, микшер, клавишные и пульт на 32 дорожки), чтобы сосредоточиться на написании музыки, продолжая выступать как диджей. Тогда же стал работать в продакшне для итальянского лейбла Metromaxx.
После некоторого локального успеха Роберто становится широко известным в 1996 году с композицией «Children» (записанной ещё в 1994 году). К тому времени выступающий под именем Роберт Майлз он участвует в «Top of the Pops» на BBC, Children транслируют все европейские радиостанции, а видеоклип находится в ротации MTV. Майлз номинируется на MTV Awards, получает награды «Brit Awards» в номинации «Лучший международный дебютант», и «World Music Awards» в номинации «Самый продаваемый дебютант среди мужчин»..
В течение двух недель после официального выпуска в 1995 году было продано более 350 тыс. копий по всей Европе; композиция возглавила хит-парады многих стран. Запись получила статус платиновой в Бельгии, Великобритании, Германии, Норвегии, Новой Зеландии, Франции, Швейцарии, статус золотой в Австралии, Италии, Нидерландах, Швеции.
Следующим синглом Роберта стала композиция «Fable», вокал в которой принадлежит Фиорелле Квинн (Fiorella Quinn). Дебютный альбом Майлза, Dreamland, выпущенный в 1996 году, в Европе становится очень успешным, несколькими днями позже в США издаётся его расширенная версия, содержащая кавер «One and One», вокал в котором принадлежит Марии Нейлер. Эта песня приобретает популярность и издаётся синглом в США и Великобритании. Альбом Dreamland становится платиновым.
В 1997 Майлз выпускает сингл «Freedom», одну из основных композиций альбома 23am, вышедшего в том же году. Альбом был выполнен в несколько отличном от Dreamland ключе — сохраняя особенности звучания музыки Майлза, он содержит большое количество композиций с вокальным сопровождением.
В 2001 году на виниле и CD выпущен альбом Organik. В этой работе Майлз отошёл от предыдущего стиля своей музыки, создав 12 композиций в стилях эмбиент, даунтемпо, этнической музыки. Альбом был создан в сотрудничестве с такими музыкантами, как Билл Ласвелл и Трилок Гурту.
В конце 2003 года Майлз переехал из Лондона в Лос-Анджелес и основал собственный звукозаписывающий лейбл S:alt Records, в 2004 году выпустив на нём альбом Miles Gurtu.
В 2009—2010 Майлз записал альбом Thirteen, который вышел в 2011 году.

## Смерть
Скончался на 48-м году жизни на острове Ивиса ночью 9 мая 2017 года от рака поджелудочной железы, который был диагностирован за 9 месяцев до смерти. У Майлза осталась дочь.
Вскоре после этого станция Miles’ Open Lab была отключена от эфира в ожидании обсуждения будущего станции. После получения множества сообщений от людей, выражающих беспокойство по поводу приостановки работы станции, было объявлено, что станция скоро вернется в 2019 году, начиная с прямой трансляции радио в январе 2019 года с последующей перезагрузкой радио на 106,4 FM на Ибице в апреле 2019 года.

## Дискография

### Альбомы
- 1996 — Dreamland
- 1997 — 23am
- 2001 — Organik
- 2002 — Organik Remixes
- 2004 — Miles Gurtu
- 2011 — Thirteen[англ.] (в стилизованной записи — Th1rt3en)

### Синглы
Роберто Милани:
- 1994 — Ghost
- 1995 — Oxygen E.P. Vol. 1
- 1995 — Outbreak

Роберт Майлз:
- 1995 — Children
- 1995 — Red Zone
- 1996 — Fable[англ.]
- 1996 — One and One (feat. Maria Nayler)
- 1997 — Freedom (feat. Kathy Sledge)
- 1997 — Princess Of Light
- 1998 — Everyday life
- 1998 — Full Moon
- 2001 — Paths (feat. Nina Miranda)
- 2002 — Improvisations
- 2002 — Connections
- 2011 — Miniature World

### Сборники
- 1997 — In the Mix
- 1997 — Renaissance Worldwide London